# Ivo Karlović
Ivo Karlović, född 28 februari 1979 i Zagreb i Kroatien (dåvarande Jugoslavien), är en kroatisk högerhänt professionell tennisspelare, tillika den längste spelaren någonsin på ATP-touren med 211 cm (tillsammans med Reilly Opelka), före amerikanen John Isner (208 cm).

## Tenniskarriären
Ivo Karlović blev professionell spelare på ATP-touren 2000. Han har hittills (juli 2008) vunnit 4 singel- och en dubbeltitel. Som bäst rankades han som nummer 25 (oktober -07) i singel och nummer 44 (april -06) i dubbel. Han har i prispengar spelat in 2 497 112 US dollar. 
Sin första ATP-final i singel spelade han 2005 på Queens Club i London. Han förlorade den mot amerikanen Andy Roddick i två set som båda gick till tiebreak.
Karlović har tagit fyra ATP-titlar i singel. 2007 vann han i april i Houston på grus genom att i finalen besegra Mariano Zabaleta, Argentina med 6-4, 6-1. Sin andra titel vann han i Nottingham i juni genom finalseger över Arnaud Clément, Frankrike (3-6, 6-4, 6-4). Sin tredje titel tog han i Stockholm Open i oktober genom att finalslå Thomas Johansson, Sverige, med siffrorna 6-3, 3-6, 6-1. 2008 vann han på nytt finalen i Nottingham genom seger över spanjoren Fernando Verdasco (7-5, 6-7, 7-6).
Ivo Karlović har deltagit i det kroatiska Davis Cup-laget 2000, 2002 och 2004-05. Han har totalt spelat 9 matcher av vilka han vunnit 4.

## Spelaren och personen
Karlović började spela tennis som 6-åring. Han växte upp till en reslig person och han är den längsta (211 centimeter) spelaren någonsin på touren, tillsammans med amerikanen Reilly Opelka, före amerikanen John Isner (208 cm och 111 kg). Han har tillägnat sig en mycket effektiv serve och är en av fyra tourspelare som slagit över 1000 serve-ess under en och samma säsong. 
I första omgången av Franska öppna 2009 slog Karlović rekordet som innehades av Joachim Johansson och han själv på 51 serve-ess i en match. Han noterades för hela 55 ess mot Lleyton Hewitt men förlorade ändå matchen med 7-6 7-6 6-7 4-6 3-6. Karlovics serve är mycket snabb, ofta över 200 km/timmen, och han har haft serverekordet med 255 km/timmen. Hans extraordinära längd är till stor hjälp för honom när han servar. Hans grundslag är inte i samma klass som serven. Eftersom det är mycket svårt för motståndarna att bryta hans serve, går flera av de set han spelar till tie-break. 
Vid sidan av tennis är han intresserad av basketboll. Han är gift med Alsi sedan mars 2005.

## ATP-titlar
- Singel
  - 2008 - Nottingham
  - 2007 - Houston, Nottingham, Stockholm Open
  - 2006 - Amsterdam
- Dubbel
  - 2006—Memphis (med Chris Haggard)